# تپه باش یونجا چلناب
تپه باش یونجا چلناب مربوط به هزاره اول قبل از میلاد - سده‌های ۹–۶ ه‍.ق است و در شهرستان ورزقان، بخش مرکزی، دهستان ازومدل جنوبی، ۲ کیلومتری شمال روستای چلناب واقع شده و این اثر در تاریخ ۲۷ بهمن ۱۳۸۷ با شمارهٔ ثبت ۲۴۷۰۲ به‌عنوان یکی از آثار ملی ایران به ثبت رسیده‌است.